# Chi Vàng anh (thực vật)
Chi Vàng anh (danh pháp khoa học: Saraca) L. là một chi thực vật thuộc họ Đậu (Fabaceae) với khoảng 11 loài cây thân gỗ có nguồn gốc ở các vùng đất từ Ấn Độ và Ceylon tới Malaysia và Celebes.
Loài Saraca asoca (một số người cho rằng loài này và Sacara indica chỉ là một) với tên gọi trong tiếng Việt là vô ưu được tin là loại cây mà Phật đã sinh ra dưới gốc nó. Saraca declinata là loài cây biểu tượng của tỉnh Yala của Thái Lan.

## Các loài
- Saraca asoca - Cây vô ưu
- Saraca bijuga
- Saraca celebica
- Saraca declinata - thô, vàng anh hoa nhỏ
- Saraca dives - là má, mép mé, vàng anh lá lớn
- Saraca griffithiana
- Saraca hullettii
- Saraca indica - vàng anh lá bé, vàng anh lá nhỏ
- Saraca lobbiana
- Saraca monodelpha
- Saraca thaipingensis - Cây vàng anh cam
- Saraca tubiflora